# Olga Ruilópez
Olga Ruilopez  foi uma escritora de radionovela e telenovela cubana.

## Biografia
Nasceu em Cuba e desempenhou funções de escritora de radionovelas criando inumeráveis histórias que, com o passar do tempo, chegariam a ser um sucesso. Nos anos cinquenta escreveu sua mais importante novela: A mulher daquela noite .
Em 1960 suas obras foram levadas à televisão em RCTV ao mesmo tempo nos anos sessenta Rede Globo adapto suas novelas
Na Venezuela, gravou-se Barbara. As telenovelas de Olga seguiram-se gravando no México, Brasil, Argentina e Porto Rico. Alguns de seus grandes sucessos como O menino que veio do mar ou Amor gitano foram produzidos por Televisa.
Foi colunista do prestigioso Diario Las Américas
Morreu em Florida em 1992.

## Radionovelas
- La mujer de aquella noche
- Yo compro esa mujer
- Griselda gitana rubia
- Ogilda la hija del mar
- Torre del diablo
- La huerfanita
- El pequeño lord
- El dolor de nacer mujer
- Ángel malvado
- Eloisa
- Pasiones de juventud
- La hija del dolor
- La cueva del diablo
- Martha laura
- El dolor  de un recuerdo

### Telenovelas

#### La mujer de aquella noche
- La mujer de aquella noche  Porto Rico (1969) Braulio Castillo e Gladys Rodríguez
- Renzo el Gitano  (Venezuela, 1967)   Eva Moreno
- Amor gitano  (1982)  Luisa Kuliok   e Arnaldo André
- Amor gitano   (1998)   Mariana Seoane  e Mauricio Islas[4]

#### Yo compro esa mujer
- Yo compro esa mujer (Porto rico, 1960)  Maribella Garcia e Braulio Castillo.
- Yo compro esa mujer (Venezuela, 1965)    Pegui walker e Manolo Coego.
- Eu Compro Esta Mulher (Brasil, 1966 )   Yoná Magalhães e Carlos Alberto
- Yo Compro esa mujer (Argentina, 1969)     Gabriela Gili e Sebastian Villar
- Carolina (Venezuela,  1976) Mayra Alejandra  e José Luis Rodríguez
- Anabel   (Venezuela,  1990)  Anabel Gracia e Carlos Mata
- Yo compro esa mujer (Mexico,  1991)  Leticia Calderón e Eduardo Yáñez
- Yo compro esa mujer  (Mexico) Aracely Arámbula e Eduardo Yáñez (Fusionada) com Corazón salvaje de (Caridad Bravo Adams)

#### El pequeño lord
- La hija de nadie(Venezuela,  1982) Hazel Leal e Javier Vidal Pradas
- Sí, mi amor (Mexico, 1984) Edith Gonzalez, Leonardo Daniel e Luis Mario Quiroz
- El niño que vino del mar (Mexico, 1999) Natalia Esperon e Imanol Landeta

#### La Huerfanita
- Sabrina (Venezuela, 1976) Helianta Cruz e Jorge Palacios
- Preciosa (Mexico, 1998) Irán Castillo e Mauricio Islas

#### Griselda Gitana Rubia
- Griselda gitana rubia (Argentina, 1968) Elizabeth Killian
- Zíngara (Argentina,1995) Andrea Del Boca e Gabriel Corrado
- Laços de amor  (Mexico,1996)                    Lucero e Luis José Santander
- Tres veces Ana (Mexico, 2017) Angelique Boyer e  Sebastián Rulli